# Joachim Lätsch

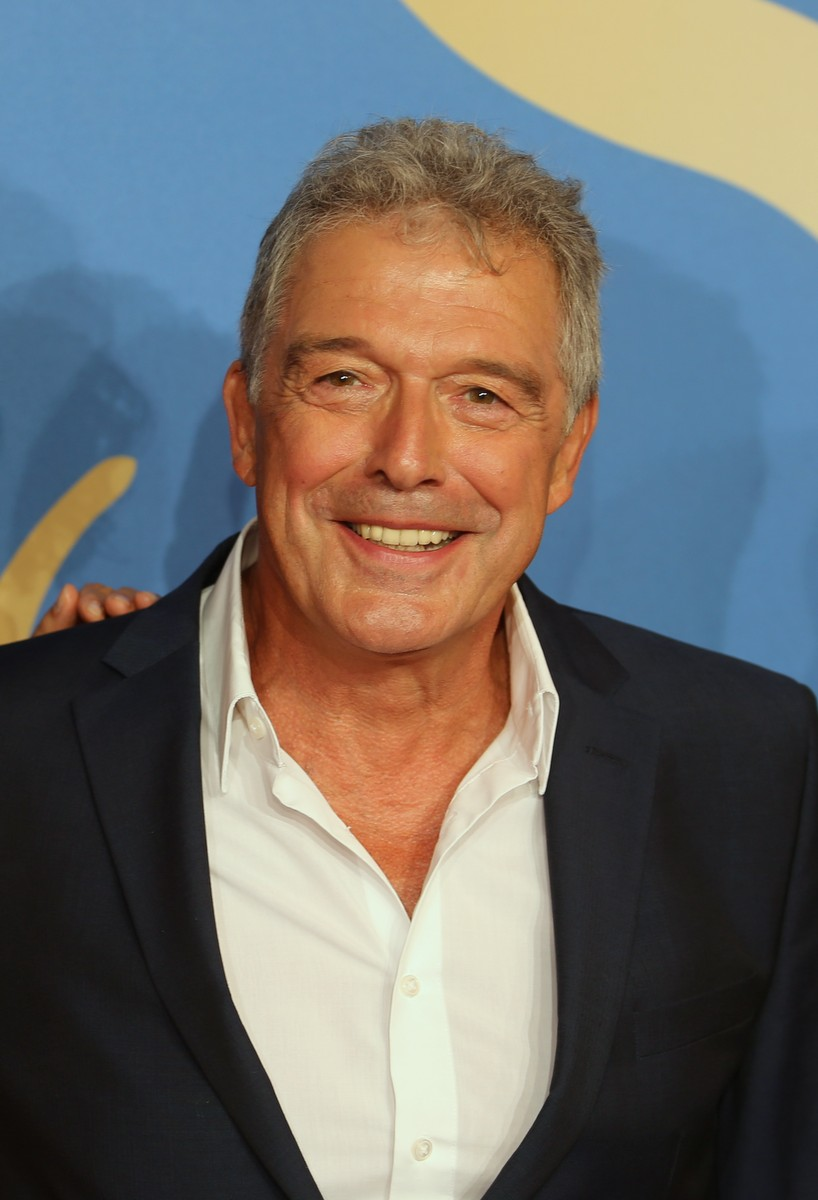
Joachim Lätsch (2015)

Joachim Lätsch (* 5. Mai 1956 in Dresden) ist ein deutscher Schauspieler.

## Leben
Lätsch erlernte nach seinem Schulabschluss zunächst den Beruf des Maschinen-und-Anlagenmonteurs. Danach absolvierte er seine Schauspielausbildung an der Hochschule für Schauspielkunst „Ernst Busch“ Berlin und schloss diese 1982 mit dem Diplom ab.
Er war in zahlreichen Fernseh- und Kinoproduktionen zu sehen, u. a. im Kinofilm Helden wie wir, in dem er den Stasi-Offizier Golasch spielte, und in den Fernsehserien wie SOKO Wismar, Tatort, Polizeiruf 110 oder Praxis Bülowbogen. Ab Dezember 2007 (Folge 513) verkörperte er in der ARD-Telenovela Sturm der Liebe den Koch André Konopka. Nachdem Lätsch im Februar 2023 seinen Ausstieg ankündigte, hatte er am 28. April 2023 (Folge 4022) seinen letzten Auftritt in der Serie.
Lätsch ist seit 2016 verheiratet und hat mit seiner Frau einen inzwischen erwachsenen Sohn. Aus einer früheren Beziehung hat er eine Tochter. Er lebt mit seiner Familie in der Nähe von München. Neben Deutsch spricht Lätsch auch Englisch und Russisch.

## Filmografie
- 1980: Blaue Pferde auf rotem Gras (Theateraufzeichnung)
- 1981: Adel im Untergang
- 1983: Fariaho
- 1985: Die Frau und der Fremde
- 1987: Dschungelzeit
- 1987: Wengler & Söhne
- 1988: Melanios letzte Liebe
- 1988: Fallada – Letztes Kapitel
- 1988: Felix und der Wolf
- 1989: Feriengewitter
- 1989: Narrenweisheit
- 1990: Über die Grenzen
- 1990: Der Staatsanwalt hat das Wort –  Blonder Tiger, schwarzer Tango (Fernsehreihe)
- 1990: Polizeiruf 110: Tödliche Träume (Fernsehreihe)
- 1991: Das Licht der Liebe
- 1991: Polizeiruf 110: Todesfall im Park
- 1991: Polizeiruf 110: Ein verhängnisvoller Verdacht
- 1992: Deutschfieber
- 1992: Tatort: Tod aus der Vergangenheit (Fernsehreihe)
- 1993: Praxis Bülowbogen (Fernsehserie, 1 Folge)
- 1995: Kanzlei Bürger (Fernsehserie; Folge: Robins Wut)
- 1995: Neben der Zeit
- 1995: A.S. – Gefahr ist sein Geschäft (Fernsehserie, 1 Folge)
- 1995: Polizeiruf 110: Bruder Lustig
- 1996: Kommissar Rex (Fernsehserie; Folge: Tödliche Dosis)
- 1999: Für alle Fälle Stefanie (Fernsehserie, 1 Folge)
- 1999: Ein Mann für gewisse Sekunden
- 1999: Helden wie wir
- 2001: In aller Freundschaft (Fernsehserie; Folge: Ich brauche Dich!)
- 2001: Polizeiruf 110: Bei Klingelzeichen Mord
- 2002: Vaya con dios
- 2003: Tage des Sturms
- 2006: Sonja
- 2006: Herzdamen
- 2007: Wie verführ’ ich meinen Ehemann
- 2007: Zeit der Fische
- 2007: Am Ende kommen Touristen
- 2007: SOKO Wismar (Fernsehserie, 1 Folge)
- 2007: Tatort: Die Anwältin
- 2007–2023: Sturm der Liebe (Fernsehserie, 3510 Folgen)
- 2012: Pavels letzter Schuss
- 2014: Utta Danella – Die Himmelsstürmer (Fernsehreihe)

## Theater
- 1980: Michail Schatrow: Blaue Pferde auf rotem Gras – Regie: Christoph Schroth (Berliner Ensemble)